# Die Blusen des Böhmen
Die Blusen des Böhmen (vollständiger Titel: Die Blusen des Böhmen. Geschichten, Bilder, Geschichten in Bildern und Bilder aus der Geschichte) ist eine Sammlung von Nonsensgeschichten des deutschen Schriftstellers Robert Gernhardt aus dem Jahr 1977.  

## Inhalt und Form
Das Buch mit mehr als hundert Bildergeschichten und Fotoromanen, Karikaturen und Kurzgeschichten, Kriminalgeschichten und Märchen gehört zu den eigenen Buchveröffentlichungen der Buchhandelsfirma Zweitausendeins, die ihr Angebot ausschließlich im Direktvertrieb über Versandhandel und eigene Läden vermarktet. Die Geschichtensammlung durchmisst „das weite Rund der Komik, die das Leben schreibt, und läßt kaum einen Sachverhalt ungeschoren, kaum etwas unberührt“. Berichtet wird unter anderem davon, „wie die Lektüre des Otto-Katalogs das Leben des ‚Erleichterungstrinkers‘ Ralf von Grund auf verändert“; vom „lieben Gott, der über die Erde wandelt und einen richtig netten Abend beim reichen Mann verbringt“; über „Ehen im Sturm oder die ‚sensationelle Super-Sauerei‘“.
Die Vielfalt der behandelten Themen entzieht sich jeglicher Ordnung: „Ob Fußball oder Wetterbericht, Porno-Großhandel oder Weihnachten, Erster Weltkrieg oder Belsazars Tod – kein Thema ist schrecklich genug, als daß ihm Robert Gernhardt nicht eine komische Seite abgewinnen könnte – meist eine schrecklich komische“. Unter anderem ist seine satirische Weihnachtsgeschichte Die Falle enthalten, die inzwischen als Klassiker der „Anti-Weihnachts-Literatur“ gilt. 
Gestalterisch arbeiten die Erzählungen teilweise mit dem Dialog und der sich daraus dem Leser erschließenden Situationskomik, wobei der Erzähler sich meistens neutral verhält. Die meisten der Bilder- und Kurzgeschichten, Stories und Märchen arbeiten jedoch mit einer regelhaft betriebenen Sinnverweigerung nach den eigenen Gesetzen und Stilmitteln der Nonsensliteratur.

## Entstehung und Rezeption
In  den 1960er-Jahren war der Schriftsteller, Karikaturist, Zeichner und Maler Robert Gernhardt Mitbegründer der Neuen Frankfurter Schule, deren Mitglieder die neuere humoristische Literatur erheblich und maßgeblich beeinflussten und prägten. Ende der 1970er-Jahre entwickelte Gernhardt sich zum „Meister des Wortspiels und der Verballhornung“: Aus dem deutschen Titel des bekannten Gedichtbandes Les Fleurs du Mal von Charles Baudelaire (1821–1867), Die Blumen des Bösen, bildete er 1977 den Spoonerismus Die Blusen des Böhmen als Titel seiner Sammlung von Nonsensgeschichten. Solch geistreicher Witz brachte ihm im Jahr 2000 beim Prix Pantheon den Sonderpreis Reif & Bekloppt ein, wobei er die Preiskategorie als „Nicht mehr der Jüngste, aber noch mit einem kindlichen Gemüt gesegnet“ für sich interpretierte.
Anders als in Baudelaires Die Blumen des Bösen reimt sich in Gernhardts Die Blusen des Böhmen kein Wort aufs andere. Der Zusammenhalt ergibt sich aus der „neuen Wirklichkeit“, die nach den eigenen Gesetzen und Regeln des Nonsens geschaffen oder simuliert wird und die in sich stimmig ist. In seinen hier versammelten frühen Arbeiten ging es Gernhardt nicht um die Entwicklung eines Personalstils, sondern um Zeitgeist-Kritik und die Parodie vertrauter Formen.
Einige der in den Blusen des Böhmen versammelten Werke, entstanden zwischen 1962 und 1977, waren zuvor in bereits seinerzeit vergriffenen Anthologien oder in Zeitschriften, wie insbesondere konkret oder pardon sowie in deren Beilage Welt im Spiegel, erschienen. Zwei Geschichten, Noch ein Bild und seine Geschichte und Der Fall Binder, sowie der Fotoroman Der Biber von Eschnapur, der im Titel einen berühmten Film verballhornt und von Abel und Bebel handelt, entstanden in Zusammenarbeit mit F. W. Bernstein; an dem Märchen Vom lieben Gott, der über die Erde wandelte, war Peter Knorr als Autor mitbeteiligt.
Wie auch einige andere von Gernhardts Büchern wurde die Geschichtensammlung Die Blusen des Böhmen anfangs nicht über den regulären Buchhandel, sondern als deren eigene Veröffentlichung über den Zweitausendeins-Versand vertrieben. Obgleich diese Bücher von der institutionalisierten Literaturkritik nicht zur Kenntnis genommen wurden, konnten sie sich erfolgreich beim Publikum durchsetzen. So liegt zum Beispiel die Anthologie Die Drei (1981), die außer Gernhardts Die Blusen des Böhmen den biographischen Sammelband Die Wahrheit über Arnold Hau von Gernhardt, F. W. Bernstein und F. K. Waechter sowie die Gedichte-Sammlung Besternte Ernte von Gernhardt und F. W. Bernstein enthält, bei Zweitausendeins mittlerweile als 18. Auflage vor. Rezeptionsgeschichtlich hatte dies zur Folge, dass es auch zu Die Blusen des Böhmen so gut wie keine Literaturkritik im zeitgeschichtlichen Kontext gibt.
1997 erschien eine Neuauflage des erfolgreichen Buches im Fischer Taschenbuch Verlag.

## Ausgaben
- Robert Gernhardt: Die Blusen des Böhmen. Geschichten, Bilder, Geschichten in Bildern und Bilder aus der Geschichte. Zweitausendeins Verlag, Frankfurt am Main 1977; Neuauflage Fischer Taschenbuch Verlag, Frankfurt am Main 1997, ISBN 3-596-13228-2.
- Robert Gernhardt: Die Blusen des Böhmen. In: ders. zusammen mit F. W. Bernstein und F. K. Waechter: Die Drei. 1. Auflage, Zweitausendeins Verlag, Frankfurt am Main 1981; 18. Auflage, Zweitausendeins Verlag, Frankfurt am Main 2006, ISBN 978-3-86150-022-3.
- Robert Gernhardt: Die Blusen des Böhmen. Geschichten, Bilder, Geschichten in Bildern und Bilder aus der Geschichte. 3. Auflage, Fischer Taschenbuch Verlag, Frankfurt am Main 2006, ISBN 3-596-13228-2.